# IV millennio a.C.
Il IV millennio a.C. inizia il 1º gennaio dell'anno 4000 a.C. e termina il 31 dicembre dell'anno 3001 a.C. incluso.
Nel corso del IV millennio a.C. inizia l'età del bronzo e viene inventata la scrittura che segna il passaggio dalla preistoria alla storia. Vengono consolidati e si sviluppano le città-stato sumere e il regno egiziano. L'agricoltura si diffonde ampiamente in gran parte dell'Eurasia. Si stima che nel corso di questo periodo la popolazione mondiale sia raddoppiata, passando approssimativamente da 7 a 14 milioni. Oetzi è vissuto in questo millennio.

## Eventi

### Vicino Oriente (fase protostorica)
- c. 4000 a.C.
  - Mesopotamia
    - Periodo tardo (IV) di Obaid (fino al 3500 a.C.) (Tempio di Eanna, cinte perimetrali murate)[1]
    - Primi insediamenti urbani nelle città di Uruk e Ur

  - Siria
    - Primi insediamenti urbani (protocananei?) nella città di Hamoukar
    - Primi insediamenti urbani nelle città di Ebla ed Hebron.

### Europa
- ca. 4000 a.C.
  - Germania, Belgio, Danimarca, Polonia, Svezia: Inizio della cultura della ceramica a imbuto  - Trichterbecherkultur o Funnelbeaker culture (fino al 2700 a.C.)
  - Caucaso: Cultura calcolitica di Kura-Araxes (fino al 2200 a.C.)
- ca. 3900 a.C. 
  - Svizzera: inizio della cultura neolitica di Cortaillod e di Pfyn - Allevamento del maiale in Europa (fino al 3500 a.C.)
- ca. 3800 a.C.
  - Ucraina: Cultura calcolitica di Tripole (Jamna - Kurgan) in Ucraina (fino al 2000 a.C.)
  - Gran Bretagna: Secondo la dendrocronologia, a questa epoca risale la costruzione della Sweet Track (strada dolce), una via rialzata che attraversa un tratto di mare nei Somerset levels (Inghilterra)
- ca. 3600 a.C.
  - Malta - Inizio della costruzione del complesso megalitico di Ġgantija nell'isola di Gozo - Fase di Ġgantija (fino al 3200 a.C.); inizio della costruzione del tempio solare di Mnajdra - (fino al 2500 a.C.)

### Grecia
- ca. 4000 a.C.
  - Culture Calcolitiche e del bronzo in  (fino al 5000 a.C.) -Notevole ampliamento dei circuiti di scambio verso l'Egeo Orientale e l'Europa Centrale. I centri più importanti si spostano dalle zone settentrionali a quelle meridionali (Peloponneso, Cicladi e Creta); proprio qui si svilupperanno le grandi civiltà del bronzo, quella Minoica (a Creta) e quella Micenea(nella Grecia Peninsulare). Nel corso dell'Età del Bronzo, la crescita delle relazioni internazionali si accentua in modo significativo e le piccole comunità passano da un'economia agropastorale di pura sussistenza, ad un crescente uso delle risorse non agricole. Gli abitanti vivono in villaggi con case difese da mura, spesso stabiliti in luoghi mai occupati in precedenza che sono stati classificati come centri protourbani. Così si formano diverse aree regionali, corrispondenti alla Grecia Continentale (area "elladica"), a Creta (area "minoica"), all'Egeo (area "cicladica") e all'Asia Minore (area "troiana").
- ca. 3650 a.C. - Inizio del Periodo Minoico iniziale (EMI) a Creta (fino al 3000 a.C.)

### Africa

#### Antico Egitto
- c. 3900 a.C.
  - Inizio del Periodo predinastico dell'Egitto (fino al 3150 a.C.) - Regni dell'Alto Egitto e Basso Egitto)
    - In Egitto, durante il periodo protostorico detto predinastico o pretinita, si opera l'unificazione culturale, amministrativa e politica della valle del Nilo, a nord delle cateratte fino al delta. L'unificazione, fondata sulle necessità dell'attività agricola, ormai sviluppata con stanziamenti fissi, si esprime attraverso il ricordo di alcuni mitici sovrani, come re Scorpione e Narmer; quest'ultimo, secondo alcuni, sarebbe da identificare con lo stesso primo faraone Menes.
    - Nella valle del fiume Nilo, nell'odierno Egitto, si costituiscono i due regni dell'Alto Egitto, a sud, e del Basso Egitto, a nord. I due regni verranno unificati in uno stato unitario in una data compresa tra il 3200 a.C. ed il 3000 a.C. (data convenzionale 3150 a.C., ascesa al trono di Narmer)

  - Inizio del Periodo di Naqada I  o Cultura neolitica Amraziana (fino al 3650 a.C.)
- c. 3650 a.C.
  - Inizio del Periodo di Naqada II o Periodo Gerzeano (fino al 3400 a.C.)

### Asia

#### Asia centrale
- c. 4000 a.C.
  - Cultura calcolitica kurgan) in Asia Centrale (fino al 3500 a.C.) -Forse protoindoeuropei-

#### Asia Orientale
- c. 4000 a.C.
  - Giappone: I Periodo Jomon, fino al 3000 a.C. (villaggi a lungo termine, case e staccionate alte, vasellame elaborato e a fondo piatto)
  - Corea: Primi segni di civilizzazione e leggendaria creazione dell'uomo (leggenda dell'Orso e della Tigre)

### Americhe
- c. 4000 a.C.
  - (Perù): Inizio del Neolitico in America. Agricoltura rudimentale e Addomesticamento di animali (alpaca, lama e porcellino d'India)
  - Civiltà di Kotosh (le più antiche rovine rinvenute sugli altipiani peruviani).

## Innovazioni, scoperte, opere
- c. 4000 a.C.
  - Egitto: Addomesticamento dell'asino
  - Asia centrale: Addomesticamento del cavallo
  - Cina: Addomesticamento del bufalo
  - Sud est asiatico: Addomesticamento dell'Ape
- Introduzione della scrittura. Le Tavolette di Tărtăria nella bassa valle del Danubio sono datati intorno al 3500 a.C., mentre i primi esempi di scrittura tra i Sumeri sono datati intorno al 3300 a.C.

## Miti e leggende
- 3952 a.C., 18 marzo - Data di creazione del mondo secondo il monaco inglese Beda il Venerabile
- 3761 a.C., 7 ottobre - data del calendario giuliano che corrisponde alla data iniziale del Calendario ebraico moderno